# پشتونستان
پَشتونستان یا پختونستان عبارتی است که در نقشه‌های سیاسی وجود ندارد ولی در گروهی از متون به منطقه‌ای در افغانستان و پاکستان گفته شده‌است که اکثر باشنده‌های آن پشتون اند. بخش پاکستانی (قبلاً هند بریتانیایی) شامل منطقه‌ای از چترال در شمال تا سیبی در جنوب غربی می‌گردد. این منطقه در پاکستان بنام منطقه مرزی شمال غرب (صوبه سرحد شمالغرب) نامیده می‌شود. اما این منطقه همچنان مشهور به افغانیه است که این نام بیانگر روابط قومی باشنده‌های آن با پشتون‌های افغانستان است. زبان مردم این منطقه پشتو و زبانهای دیگر است. بسیاری پشتون‌های افغانستان بر ضد اشغال اتحاد شوروی و جمهوری دموکراتیک افغانستان جنگیدند.
رهبران پشتونستان شمالی عبارت‌اند از خان عبدالولی خان، اجمل ختک، اسفندیار، خان افضل خان، مولانا فضل الرحمان، افراسیاب ختک و رهبران پشتون‌ها در جنوب پشتونستان محمود اچکزی، نواب کاکر، مولانا شیرانی و نصیر کاکر اند.
پشتون‌ها از آیین کهن بومی پشتونوالی پیروی می‌کنند. پشتونوالی دین یا مذهب نیست بلکه مجموعه اصول و قواعدیست که بر مبنای رسوم، سنت‌ها و عادات پشتون‌ها استوار است و در درازنای تاریخ کهن آنها طرز زندگی و شیوه‌های معاشرت آنها با یکدیگر را معین کرده‌است. پشتون‌ها پیرو دین اسلام اند. پشتون‌ها که پختون و پوختون و پتان نیز نامیده می‌شوند به‌وسیله خط دیورند که مرزهای بین افغانستان و پاکستان را تعین می‌کند از هم جدا گردیده‌اند.

## نگارخانه

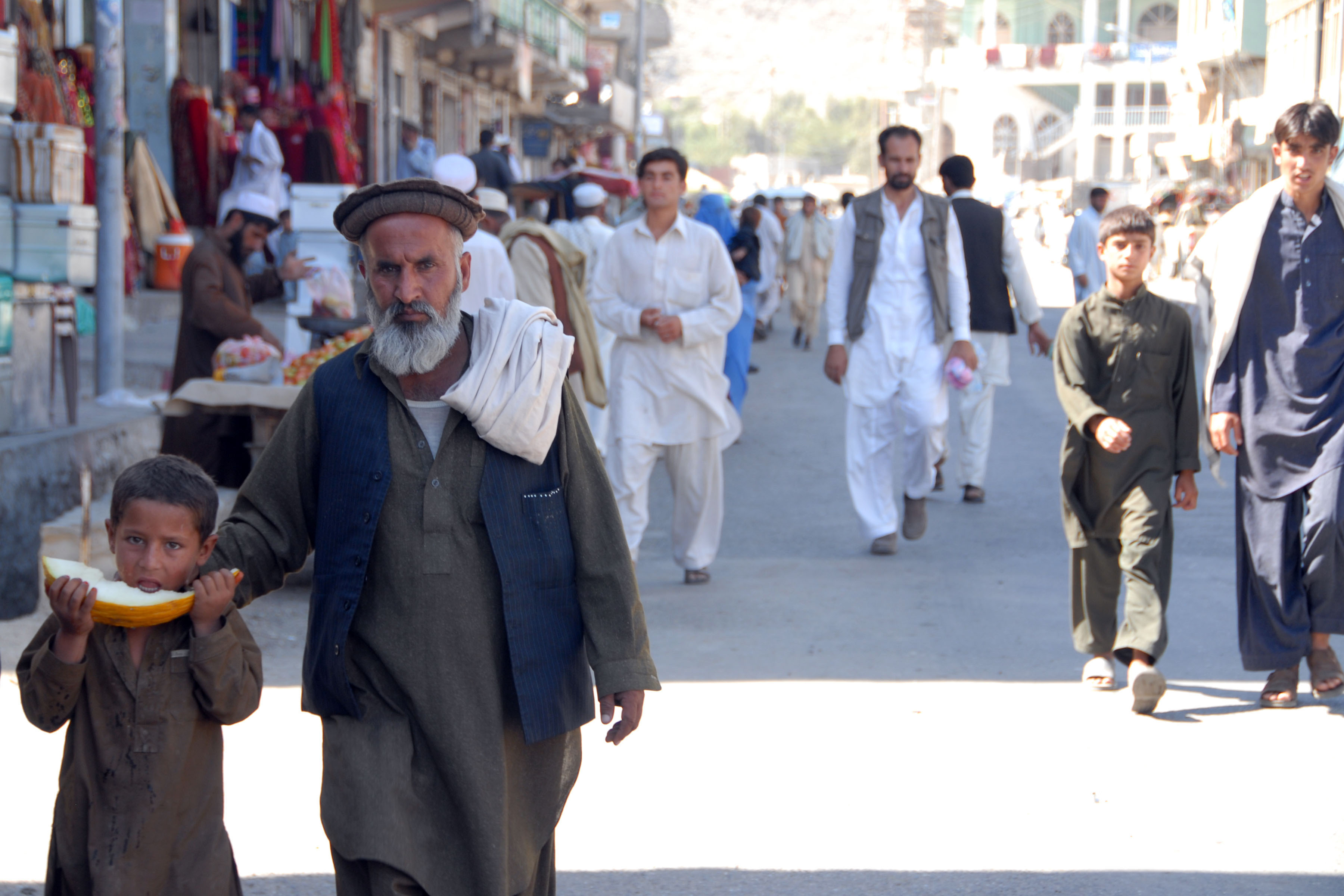
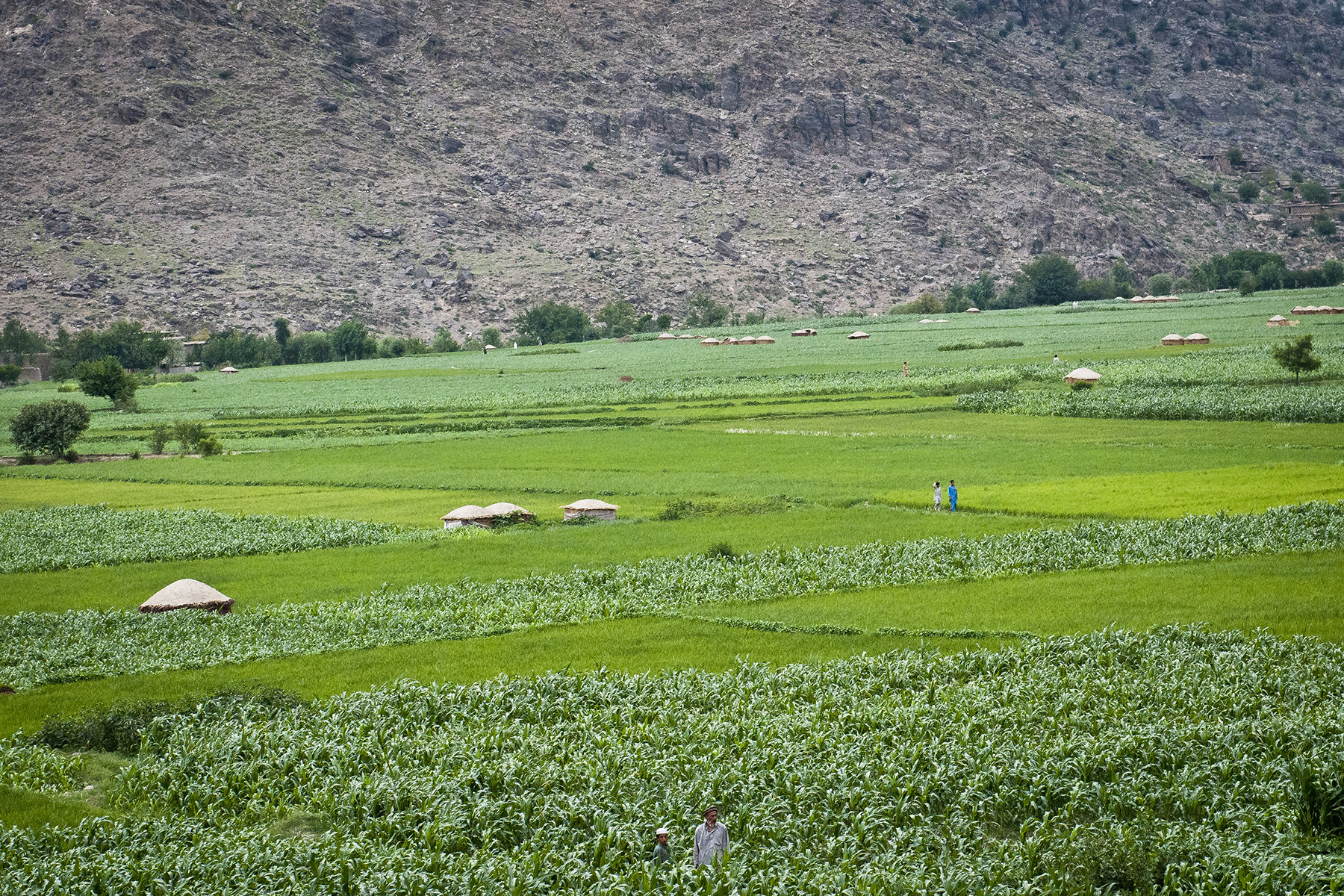
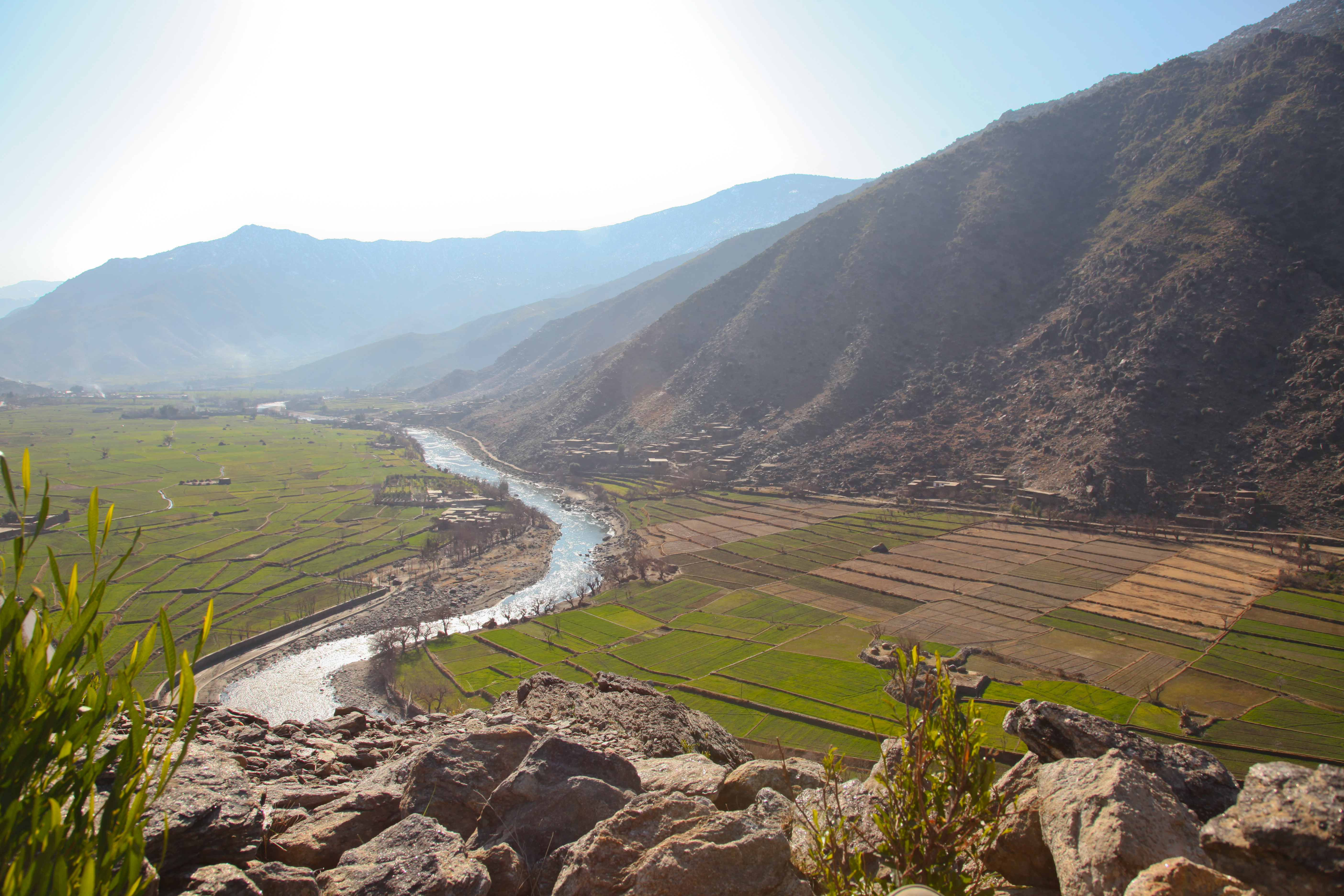
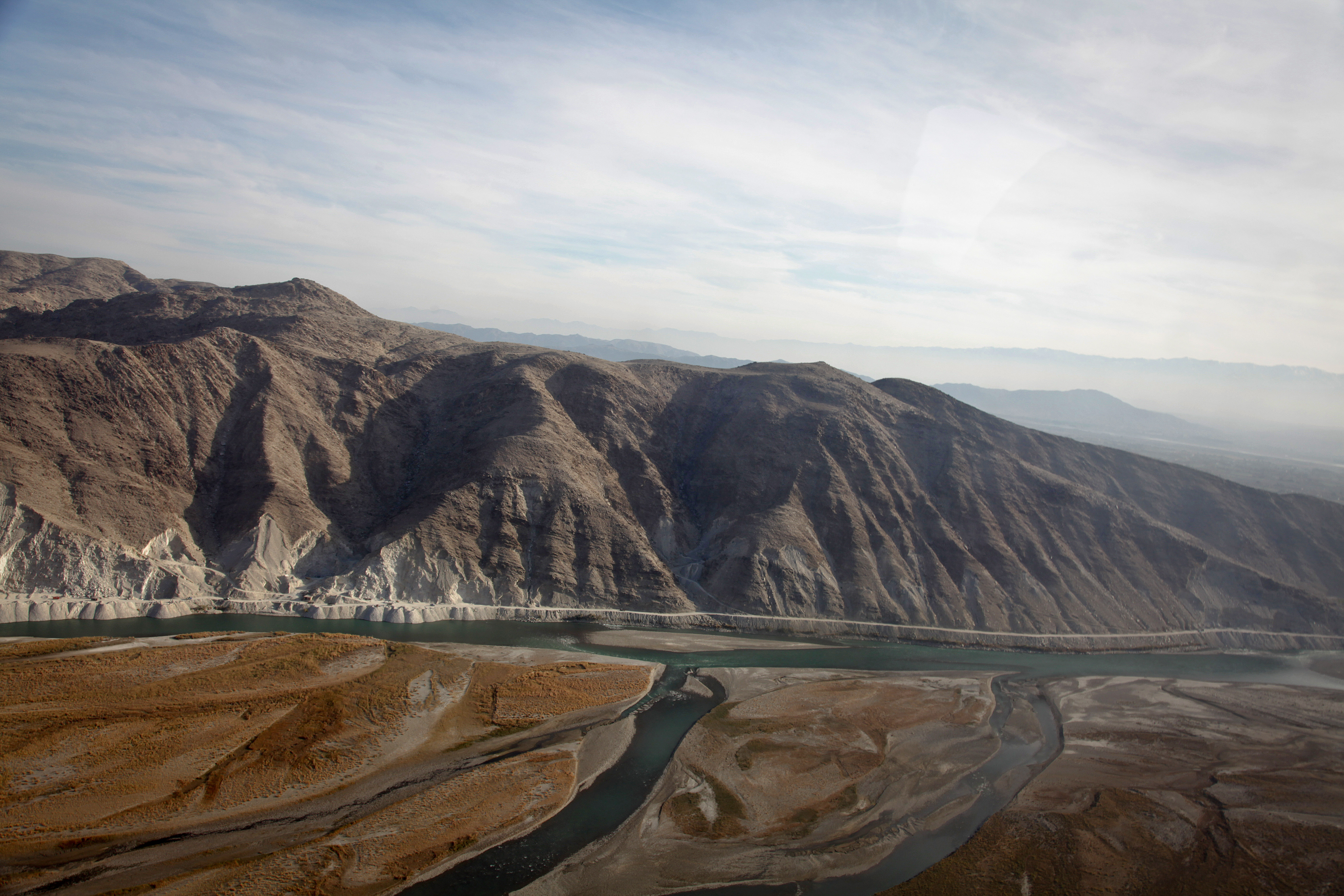
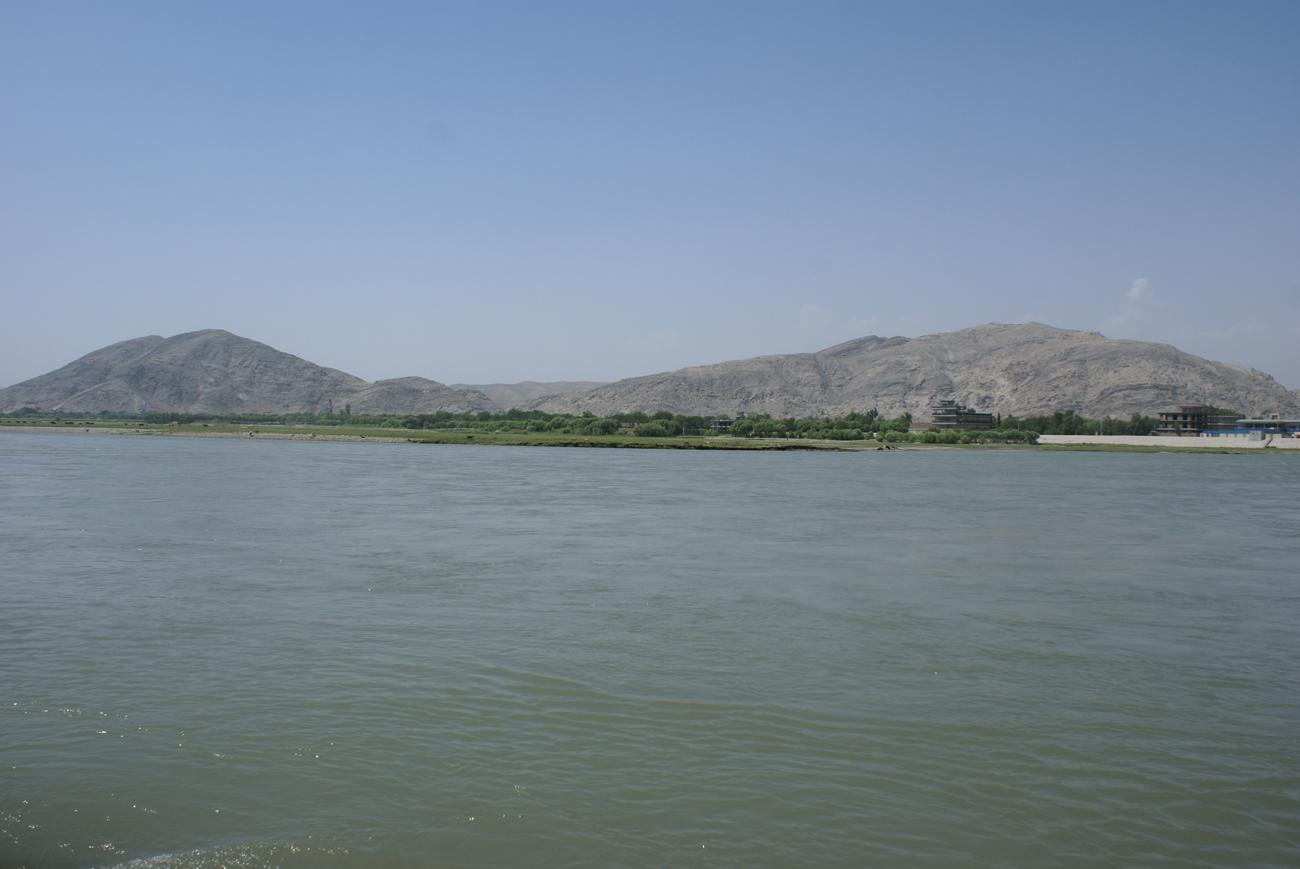
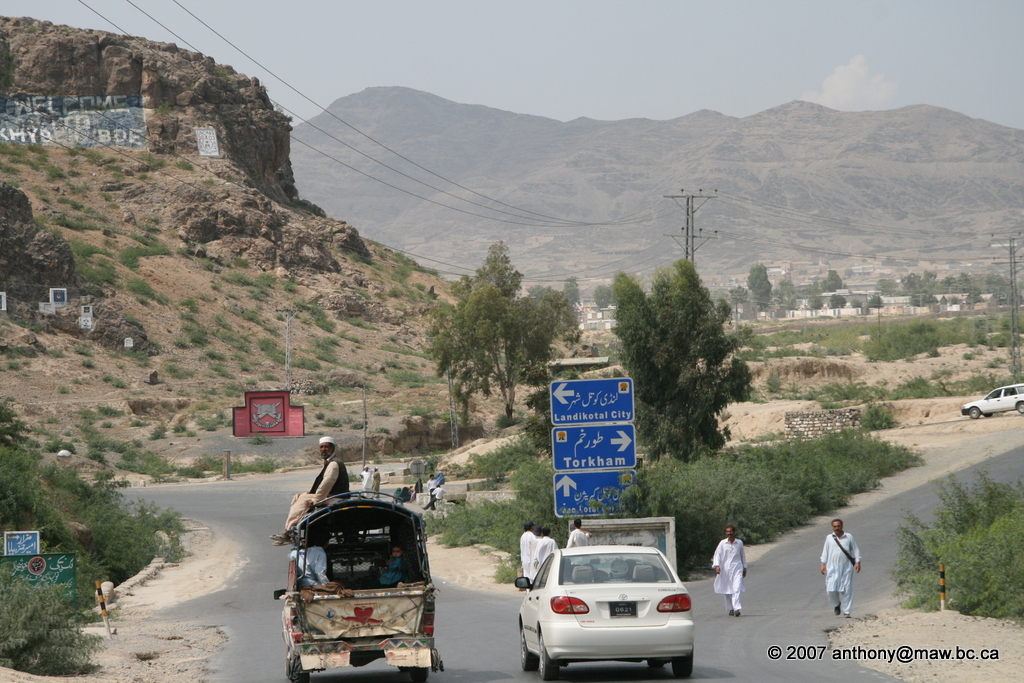
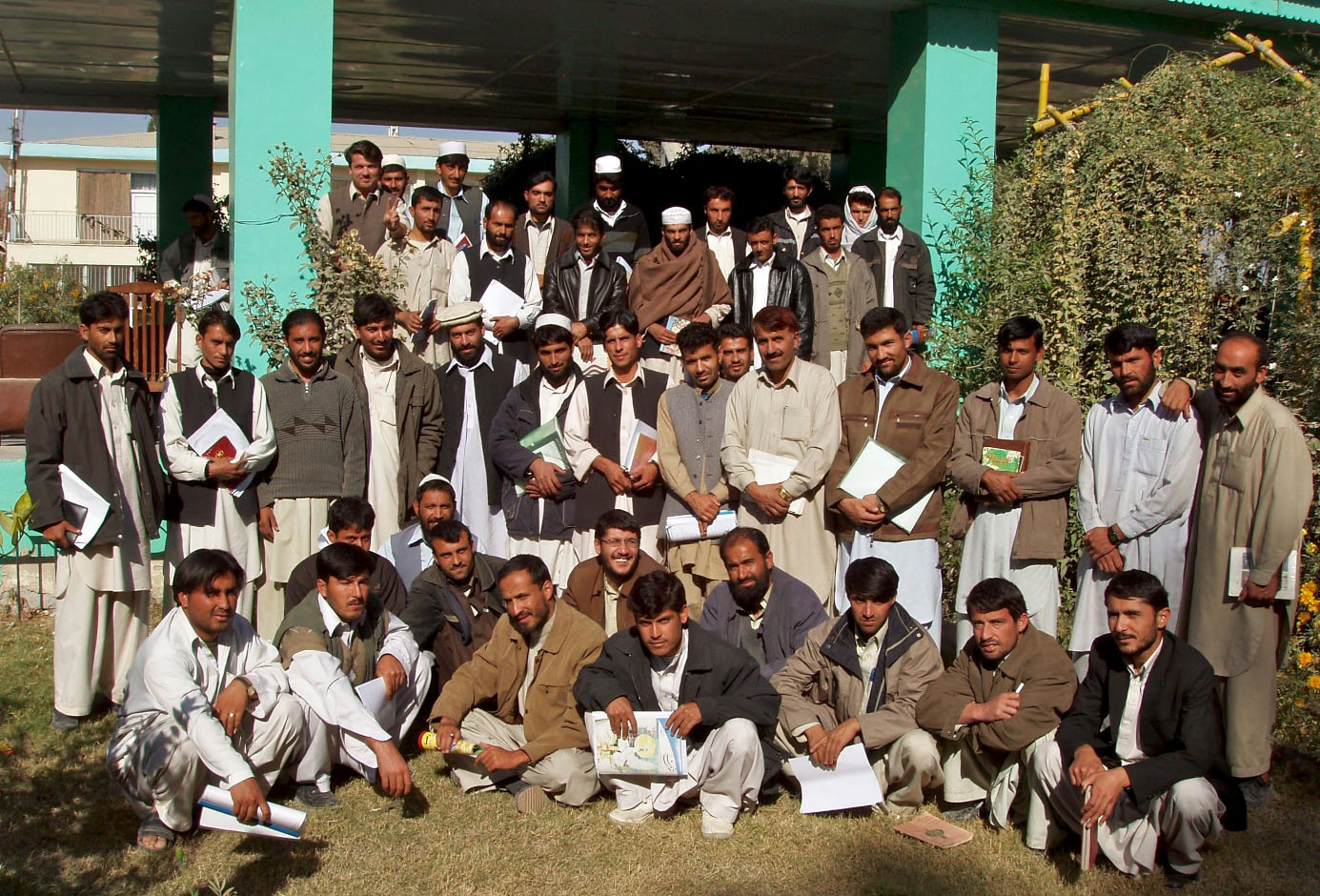
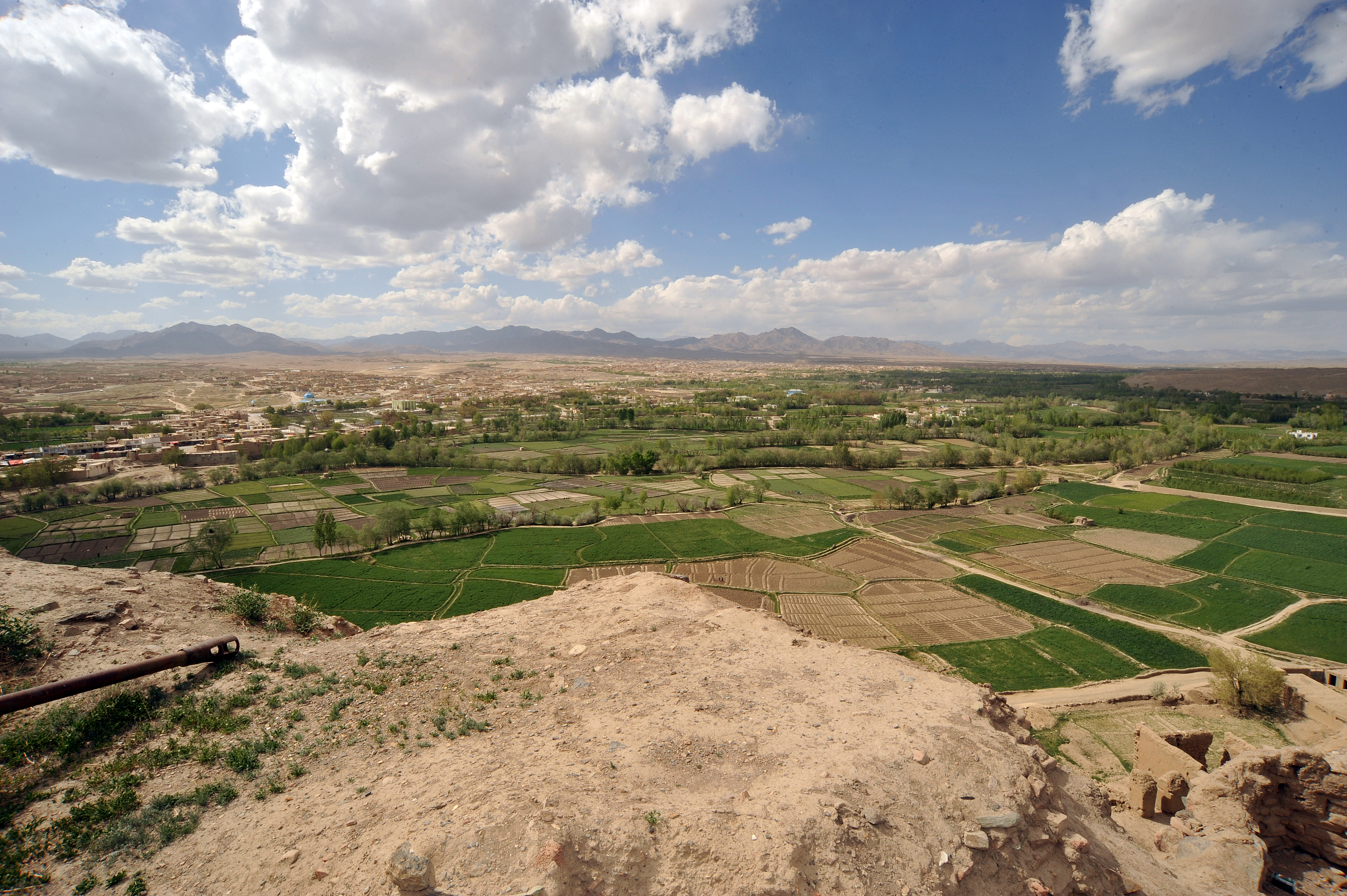
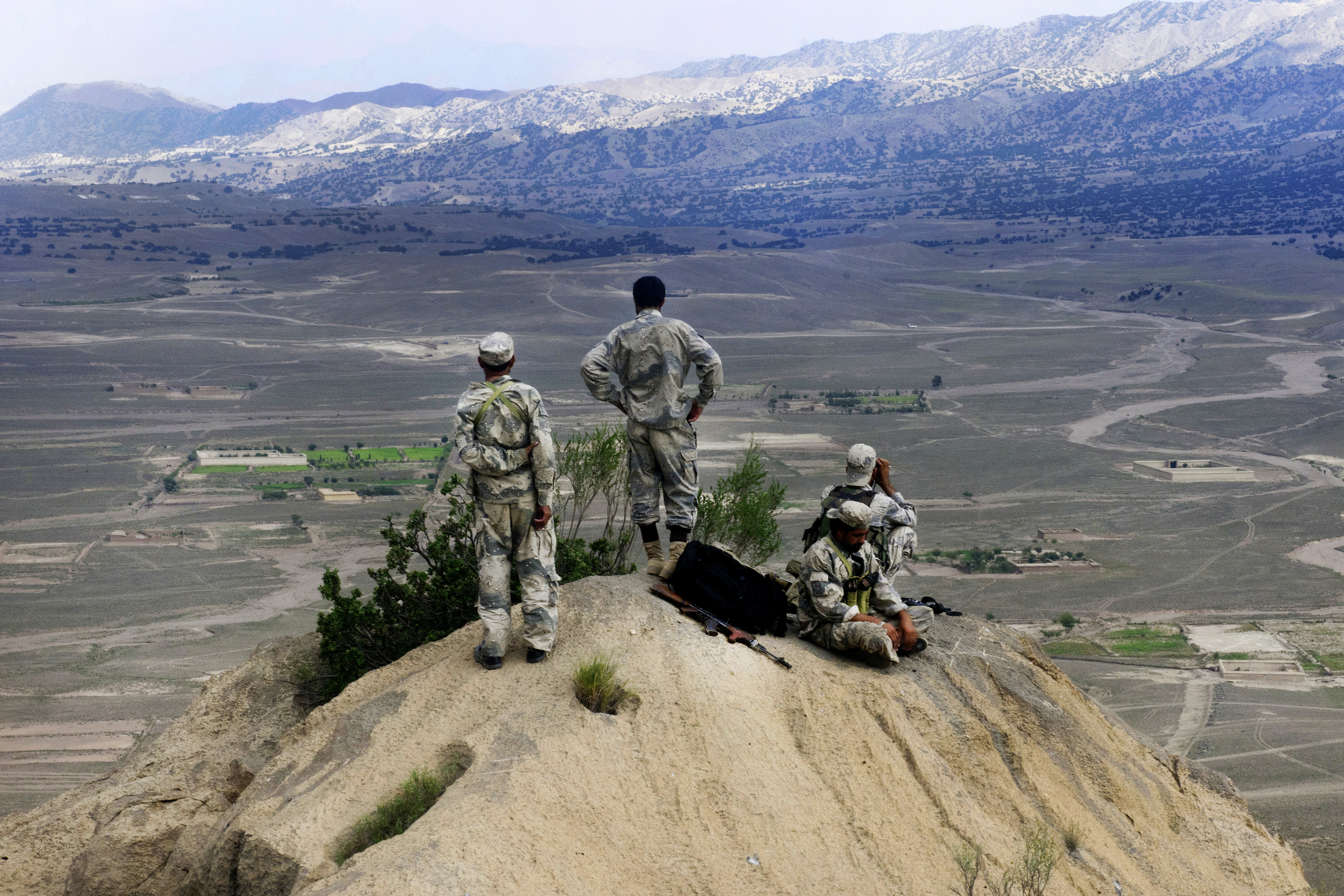
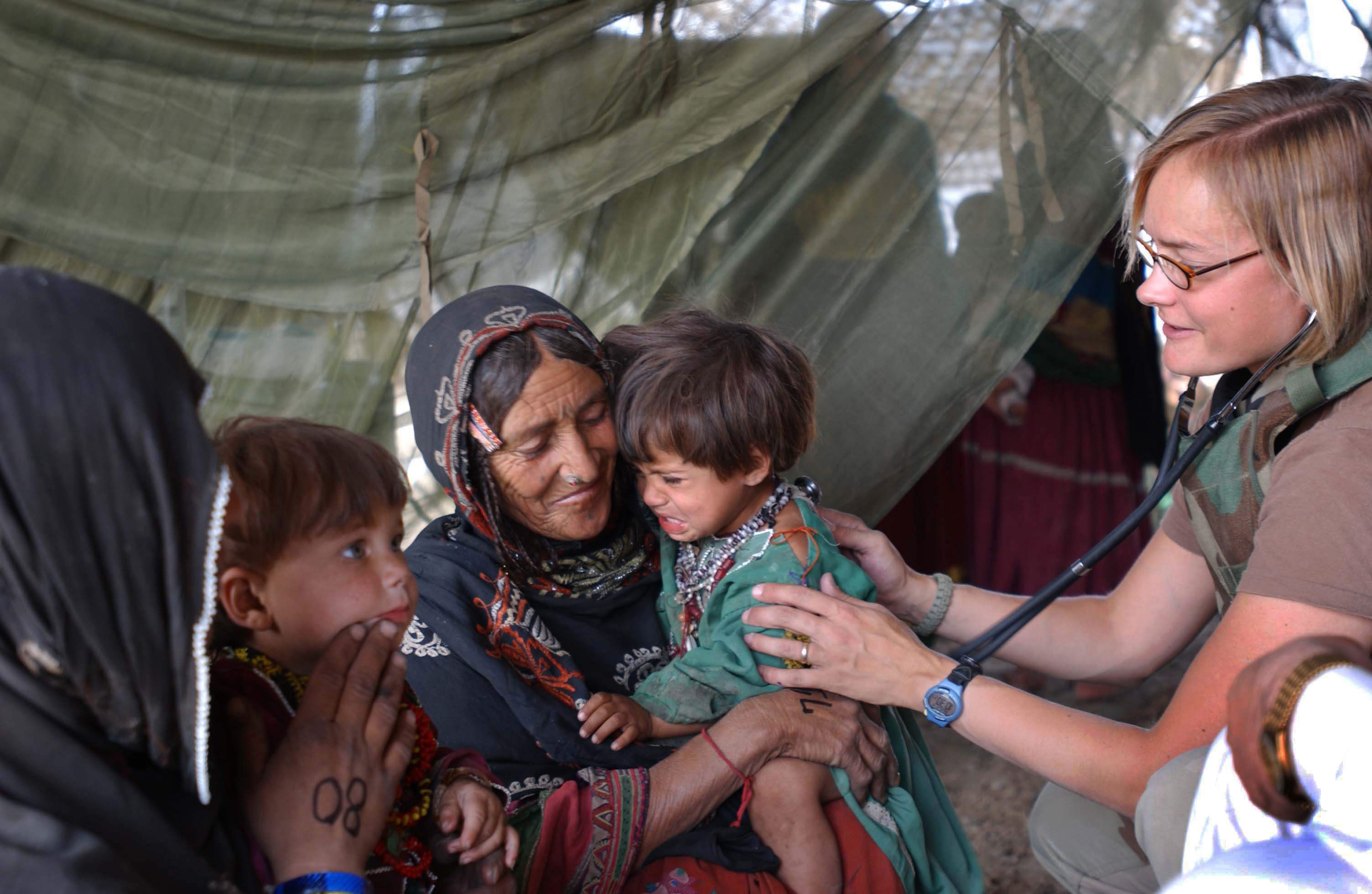
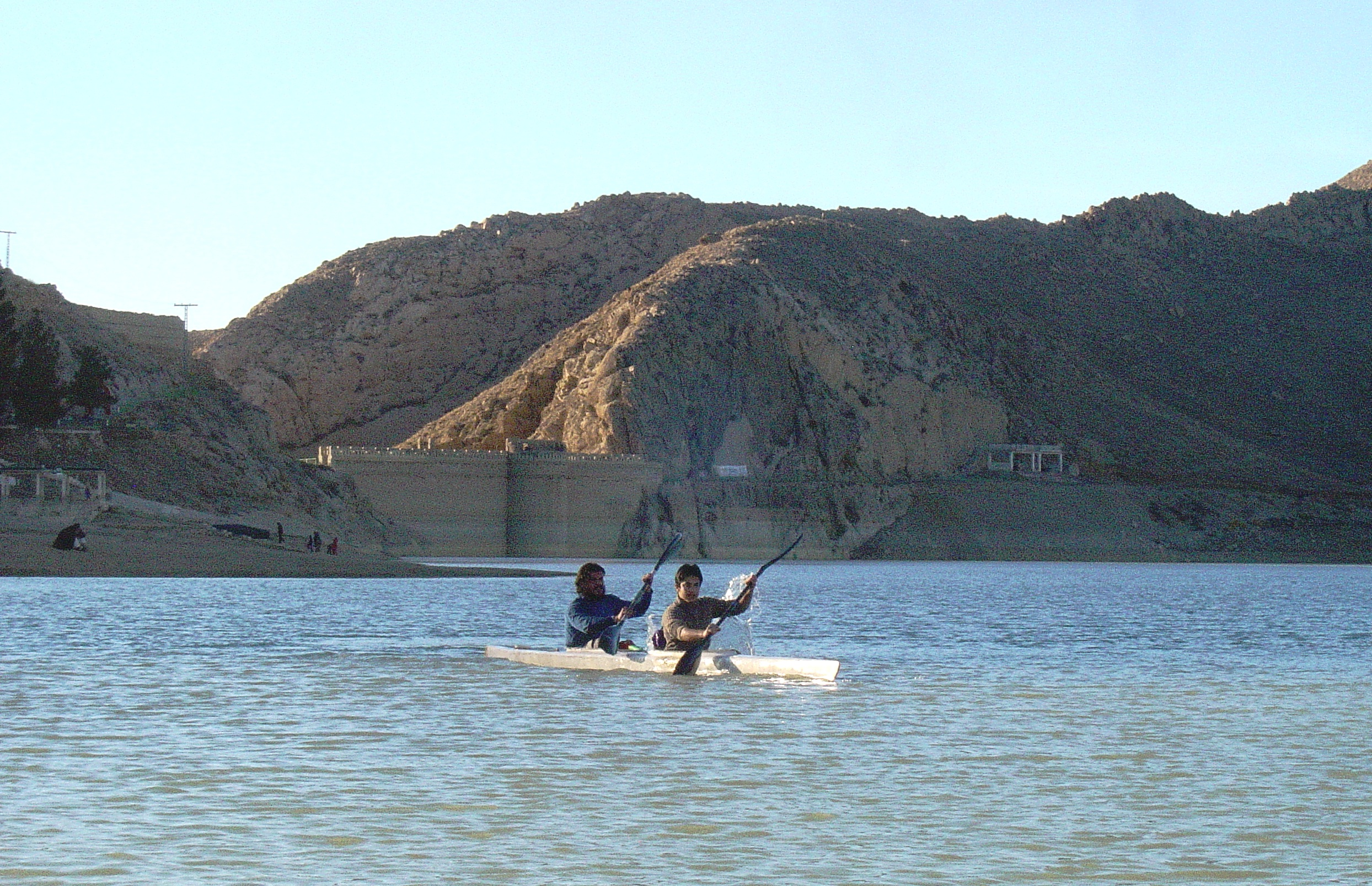
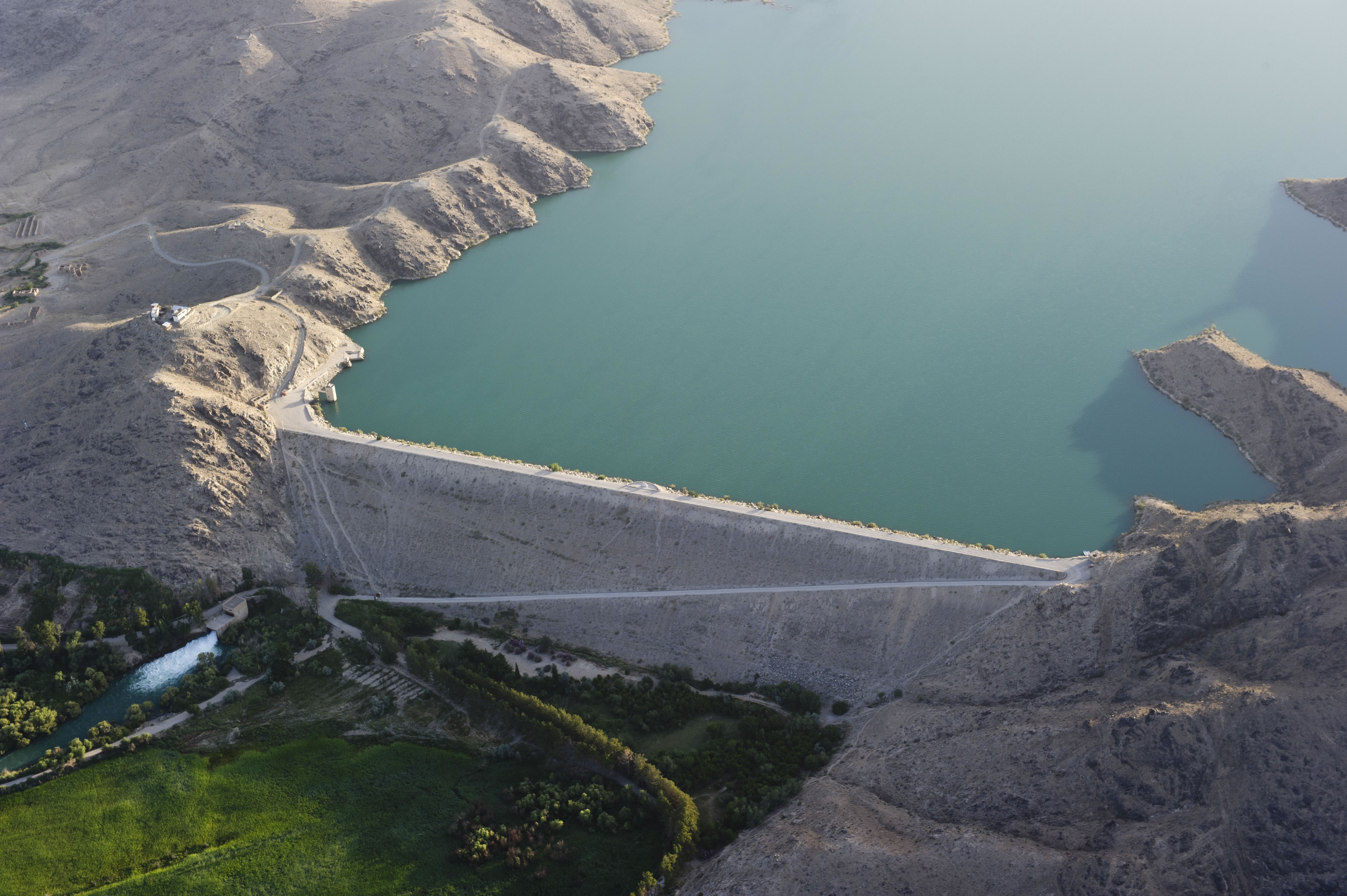
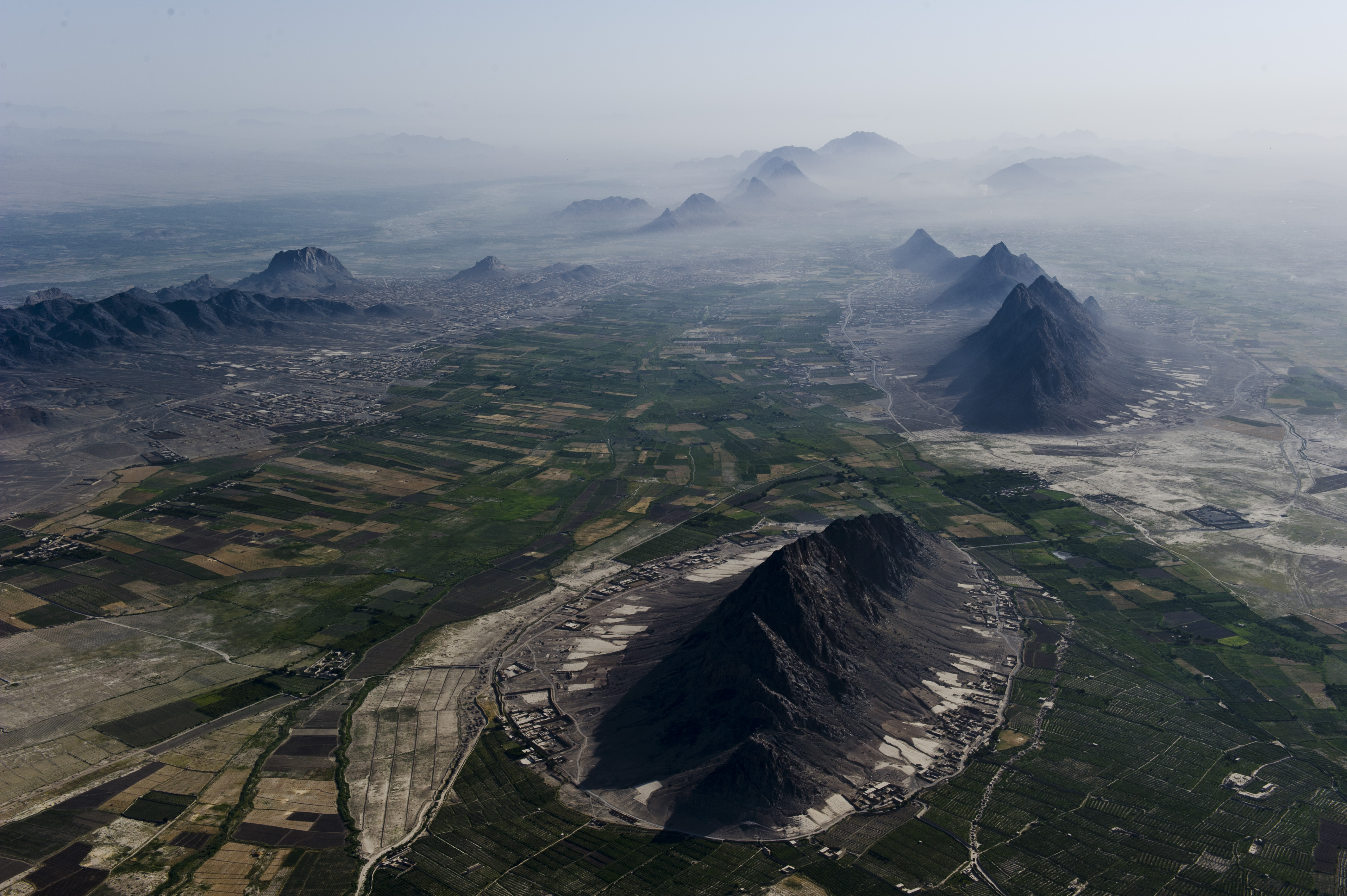
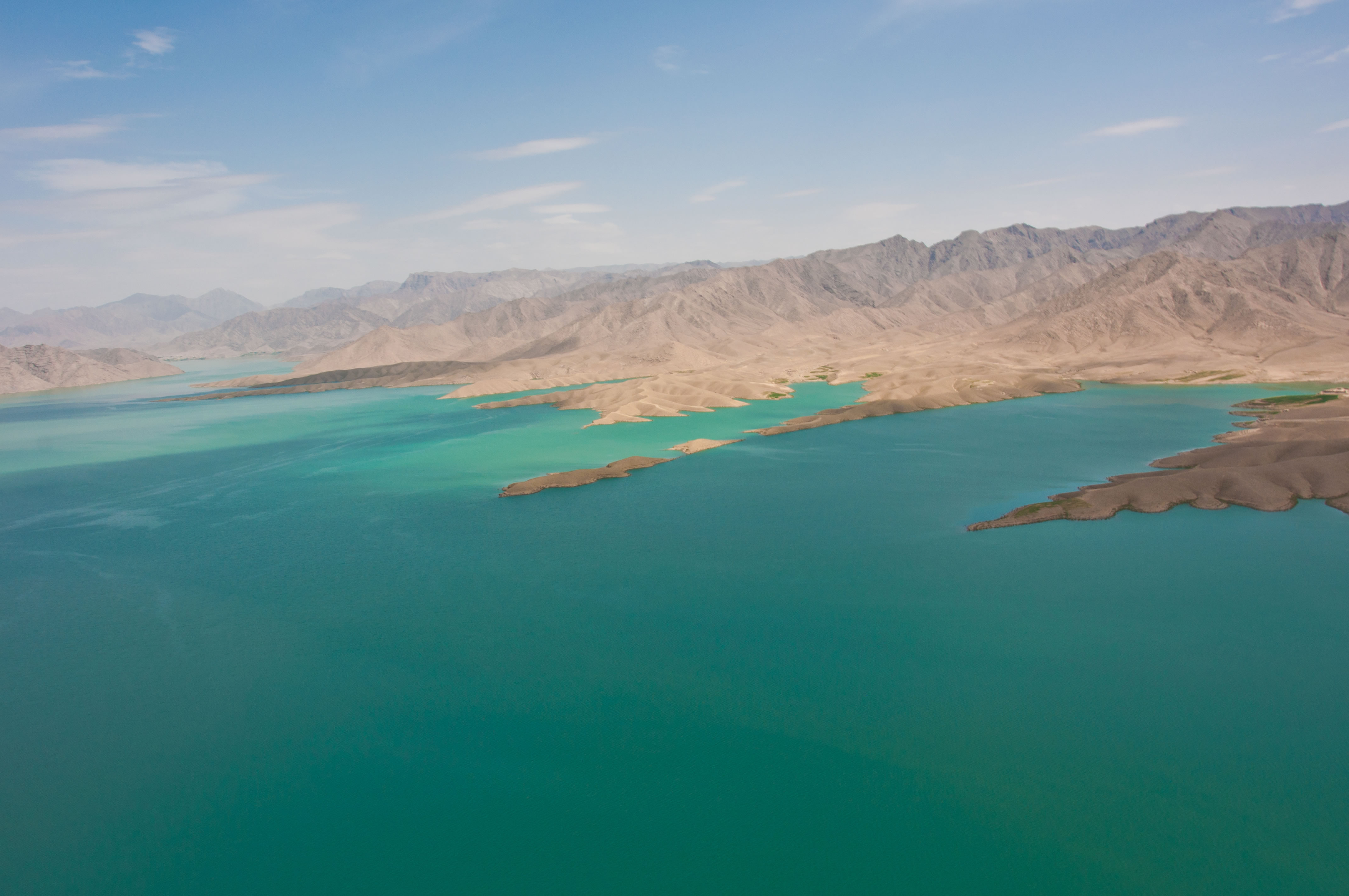